# Eva Dyrberg
Eva Dyrberg (Copenaghen, 17 febbraio 1980) è un'ex tennista danese.

## Biografia
Nel 1998 vinse il torneo di Wimbledon 1998 - Doppio ragazze in coppia con Jelena Kostanić, nella finale sconfissero Petra Rampre e Iroda Tulyaganova con un punteggio di 6–2, 7–6(5). Nello stesso anno vinse anche un altro titolo prestigioso, l'US Open 1998 - Doppio ragazze esibendosi con Kim Clijsters battendo in finale Jelena Dokić e Evie Dominikovic con 7–6, 6–4. Sempre nel 1998 come doppio arrivò ad essere classificata nella categoria juniores al primo posto il 31 dicembre 1998.

## Statistiche

### Risultati in progressione
| Sigla | Risultato               |
| ----- | ----------------------- |
| V     | Vincitore               |
| F     | Finalista               |
| SF    | Semifinalista           |
| O     | Oro olimpico            |
| A     | Argento olimpico        |
| SF    | Bronzo olimpico         |
| QF    | Quarti di Finale        |
| 4T    | Quarto turno            |
| 3T    | Terzo turno             |
| 2T    | Secondo turno           |
| 1T    | Primo turno             |
| RR    | Round Robin             |
| LQ    | Turno di qualificazione |
| A     | Assente                 |
| ND    | Non disputato           |

| Legenda superfici    |
| -------------------- |
| Cemento              |
| Terra battuta        |
| Erba                 |
| Superficie variabile |

#### Singolare nei tornei del Grande Slam
| Torneo          | 2000 | 2001 | 2002 | 2003 | 2004 | 2005 | 2006 | 2007 | 2008 | 2009 |
| --------------- | ---- | ---- | ---- | ---- | ---- | ---- | ---- | ---- | ---- | ---- |
| Australian Open | A    | A    | 1T   | 1T   | A    | A    | A    | A    | A    | A    |
| Open di Francia | A    | A    | 1T   | A    | A    | A    | A    | A    | A    | A    |
| Wimbledon       | A    | A    | 1T   | A    | A    | A    | A    | A    | A    | A    |
| US Open         | A    | A    | 1T   | A    | A    | A    | A    | A    | A    | A    |

#### Doppio nei tornei del Grande Slam
| Torneo          | 2000 | 2001 | 2002 | 2003 | 2004 | 2005 | 2006 | 2007 | 2008 | 2009 |
| --------------- | ---- | ---- | ---- | ---- | ---- | ---- | ---- | ---- | ---- | ---- |
| Australian Open | A    | 1T   | 1T   | A    | A    | A    | A    | A    | A    | A    |
| Open di Francia | A    | 1T   | A    | A    | A    | A    | A    | A    | A    | A    |
| Wimbledon       | 2T   | 1T   | A    | A    | A    | A    | A    | A    | A    | A    |
| US Open         | 2T   | 1T   | A    | A    | A    | A    | A    | A    | A    | A    |

#### Doppio misto nei tornei del Grande Slam
Nessuna partecipazione

## Riconoscimenti
- 1998, ITF World Champion - Juniores coppia